# 贝哈尔
贝哈尔，是西班牙卡斯蒂利亚-莱昂萨拉曼卡省的一个市镇。 总面积46平方公里，总人口15123人（2001年），人口密度329人/平方公里。